# Agustín García-Gasco y Vicente
Agustín García-Gasco Vicente (Corral de Almaguer, 12 de fevereiro de 1931 — Roma, 1 de maio de 2011) foi um cardeal espanhol e Arcebispo da Valência.

## Biografia
Ele nasceu em 12 de fevereiro de 1931 em Corral de Almaguer (Toledo). Entrou para o Seminário de Madrid-Alcalá, em 1944.
Em 26 de maio de 1956 foi ordenado sacerdote em Madrid. Graduou-se em Teologia pela Universidad Pontificia Comillas (1969), diploma em Sociologia Industrial e Relações Humanas pelo Instituto Jaime Balmes (1970), Diploma em Estudos de Negócios (Barcelona, 1976) e Diploma de Técnico de Grupo (Centro de Psicologia Madrid, 1977).
Papa João Paulo II em 20 de março de 1985 foi nomeado Bispo Titular da Nona e Assistente de Madrid-Alcalá. Foi ordenado bispo em 11 de maio daquele ano por Angel Suquía Goicoechea. Em 1990 assumiu a presidência do Instituto Internacional de Teología a Distancia, agora chamado de Instituto Superior de Ciencias Religiosas “San Agustín”.
João Paulo II nomeou-o Arcebispo de Valência em 24 de julho de 1992 e toma posse da Arquidiocese em 3 de outubro daquele ano. Em 1995 foi nomeado membro da Presidência do Conselho Pontifício para a Família e desde 1996 membro do Conselho Presidencial da Associação Internacional de Latrão. Em 1999 foi nomeado membro da Congregação para o Culto Divino e Disciplina dos Sacramentos, renovado em 2005. A Arquidiocese de Valência acolheu o V Encontro Mundial das Famílias, entre 1 e 9 de julho de 2006, com a presença do Papa Bento XVI para fechá-la.
Na Conferência Episcopal Espanhola, ele foi secretário-geral entre 1988 e 1993. Foi também Presidente da Comissão Episcopal para as Relações Interconfessionais de 1996 a 2002. Entre abril de 2007 e abril de 2009 foi Presidente da Comissão Episcopal para a Doutrina da Fé. Membro do Comitê Permanente entre 1988 e 2009.
Pertenceu às Comissões Episcopais para a Educação e Catequese (1985 - 1988 / 1993 - 1996), Misto (1993 - 1996) e Relações Interconfessionais (2002 - 2005). Ele foi criado cardeal pelo Papa Bento XVI no Consistório de 24 de novembro de 2007.
Bento XVI aceitou a renúncia ao cargo de arcebispo em 8 de janeiro de 2009, permanecendo como Administrador Apostólico da mesma até 18 de abril de 2009, quando Carlos Osoro Sierra toma posse como Arcebispo de Valência.
Em 18 de setembro de 2010 participou da cerimônia de beatificação da freira María da Purísima, no Estádio de La Cartuja, em Sevilha.

### Morte
No dia da beatificação do Papa João Paulo II, o cardeal terá sucumbido a um enfarte, segundo confirmou à agência EFE Juan Cotino, vice-presidente e conselheiros para o Meio Ambiente do Governo de Valência.